# Unetlanvhi
Unetlanvhi (Unelanvhi, Unetlvnvhi, Unelanahi, Ouga, Ugv, Ugu, Galvladi'ehi), Unetlanvhi, što doslovno znači "Stvoritelj", je Cherokee naziv za Boga. Ponekad ljudi Cherokeeja danas također nazivaju Stvoritelja "Velikim Duhom", izraz koji je posuđen od drugih plemena Oklahome. Unetlanvhi se smatra božanskim duhom bez ljudskog oblika ili atributa i obično nije personificiran u mitovima Cherokeeja. Ponekad se umjesto njega koristi drugo ime kao što je Galvladi'ehi ("Nebeski") ili Ouga ("Vladar").